# Teun Verbruggen
Teun Verbruggen (* 10. April 1975 in Brasschaat) ist ein belgischer Jazzmusiker (Schlagzeug, Elektronik) des Modern Creative. Dem Bayerischen Rundfunk zufolge „gehörte er zu den kreativsten Köpfen der belgischen Jazz-Szene“.

## Leben und Wirken
Tenbruggen, der mit acht Jahren anfing Schlagzeug zu spielen und zwei Sommerkurse bei Dré Pallemaerts absolvierte, studierte am Koninklijk Conservatorium van Brussel bei Hans van Oosterhout. Er arbeitete dann im Jef Neve Trio, im Quartett von Pascal Schumacher, bei Alexi Tuomarila und in der großformatigen Flat Earth Society und wurde Mitglied von VVG (Vansina, Verbruggen, Gudmundsson) oder Othin Spake (mit Mauro Pawlowski und Jozef Dumoulin). Am Debüt-Album von Melanie De Biasio, A Stomach Is Burning (Igloo Records, 2007), war er beteiligt.
Als Bandleader sorgte er international mit seinem prominent besetzten „The Bureau of Atomic Tourism“ für Aufsehen. Zudem hat er mit Paolo Fresu, Uri Caine, Toots Thielemans, Louis Sclavis, Jimi Tenor, Igor Gehenot, Arve Henriksen, Élodie Pasquier und Marcus Wyatt/Ewout Pierreux (Small World) gespielt. Er trat auf internationalen Festivals wie dem North Sea Jazz Festival, Jazz Middelheim oder dem Montreal Jazz Festival auf. Auch gründete er mit Rat Records ein eigenes Label.

## Preise und Auszeichnungen
Tenbruggen war dreimal Gewinner beim Tremplin Jazzwettbewerb (mit Alexi Tuomarila 2003, Pascal Schumacher 2004 und der Christian Mendoza Band 2010). Mit Jef Neve wurde er für die Aufnahme von It’s Gone mit dem Klara Muziekprijs ausgezeichnet. 2013 wurde ihm der Jazzmozaïek Award verliehen.

## Diskographische Hinweise
- Orchestra Nazionale della Luna: Selene’s View (2024)
- Stian Westerhus / Teun Verbruggen: Earthbound Monochrome (ratrecords, 2023)
- Nate Wooley, Jozef Dumoulin, Ingebrigt Håker Flaten, Teun Verbruggen: kaPSalon (ratrecords, 2018)
- Serge Lazarevitch / Nicolas Thys / Teun Verbruggen Free Three (Igloo Records 2016)
- The Bureau of Atomic Tourism Spinning Jenny (Rat 2014, mit Andrew D’Angelo, Nate Wooley, Jozef Dumoulin, Marc Ducret, Jasper Stadhouders)
- Othin Spake The Nethack Dictionnary (Sub Rosa 2011, mit Jozef Dumoulin,  Mauro Pawlowski sowie Shelley Burgon, Trevor Dunn, Fred Van Hove, Andrew D’Angelo, Andrew Chi Claes, Magic Malik, Bruno Vansina)
- Vansina / Gudmunsson / Verbruggen Tokio Quantize (Rat 2007)